# Маунт Зајон (Џорџија)
Маунт Зајон (енгл. Mount Zion) град је у америчкој савезној држави Џорџија. По попису становништва из 2010. у њему је живело 1.696 становника.

## Демографија
Према попису становништва из 2010. у граду је живело 1.696 становника, што је 421 (33,0%) становника више него 2000. године.
| Група             | 2000.         | 2010.         |
| Белци             | 1.196 (93,8%) | 1.500 (88,4%) |
| Афроамериканци    | 48 (3,8%)     | 64 (3,8%)     |
| Азијати           | 12 (0,9%)     | 37 (2,2%)     |
| Хиспаноамериканци | 4 (0,3%)      | 43 (2,5%)     |
| Укупно            | 1.275         | 1.696         |